# La Vivante et la Morte
La Vivante et la Morte (The Fourth Man), parfois titrée Le Quatrième Homme, est une nouvelle fantastique d'Agatha Christie.
Initialement publiée en décembre 1925 dans la revue Pearson's Magazine au Royaume-Uni; cette nouvelle a été reprise en recueil en 1948 dans The Witness for the Prosecution and Other Stories aux États-Unis. Elle a été publiée pour la première fois en France dans le recueil Le Flambeau en 1981.

## Personnages
- Le révérend Parfitt
- Sir George Durand
- Dr Campbell Clark
- Raoul Letardeau

## Publications
Avant la publication dans un recueil, la nouvelle avait fait l'objet de publications dans des revues :
- en décembre 1925, au Royaume-Uni, dans le no 360 de la revue Pearson's Magazine[1] ;
- en octobre 1947, aux États-Unis, dans le no 47 (vol. 10) de la revue Ellery Queen's Mystery Magazine[2].

La nouvelle a ensuite fait partie de nombreux recueils :
- en octobre 1933, au Royaume-Uni, dans The Hound of Death and Other Stories[1] (avec 11 autres nouvelles) ;
- en 1948, aux États-Unis, dans The Witness for the Prosecution and Other Stories[1] (avec 10 autres nouvelles) ;
- en 1981, en France, dans Le Flambeau (avec 8 autres nouvelles) ;
- en 1982, au Royaume-Uni, dans The Agatha Christie Hour (avec 9 autres nouvelles) ;
- en 1983, en France, sous le titre « Le Quatrième Homme », dans Dix brèves rencontres (adaptation du recueil britannique de 1982).

## Adaptation
- 1982 : Le Quatrième Homme (The Fourth Man), 4e épisode de la série télévisée britannique The Agatha Christie Hour.